# Buchenhänge
Das Naturschutzgebiet Buchenhänge liegt auf dem Gebiet des Marktes Nordhalben im oberfränkischen Landkreis Kronach in Bayern.

## Beschreibung
Das 37,94 ha große Gebiet mit der Nr. NSG-00217.01, das im Jahr 1984 unter Naturschutz gestellt wurde, erstreckt sich südlich des Kernortes Nordhalben und westlich von Langenau, einem Gemeindeteil von Geroldsgrün. 
Unweit nordwestlich fließt der Stebenbach, unweit östlich der Rainersgrundbach und südlich der Langenaubach. Westlich verläuft die St 2707 und fließt die Rodach, nordwestlich erstreckt sich das 21,1 ha große Naturschutzgebiet Schmidtsberg.

## Bedeutung
Die Unterschutzstellung erfolgt zur Erhaltung, Entwicklung und Wiederherstellung seltener und charakteristischer Hang- und Schluchtwaldgesellschaften des Frankenwaldes sowie kalkarmer Quellfluren.